# Столипінський вагон

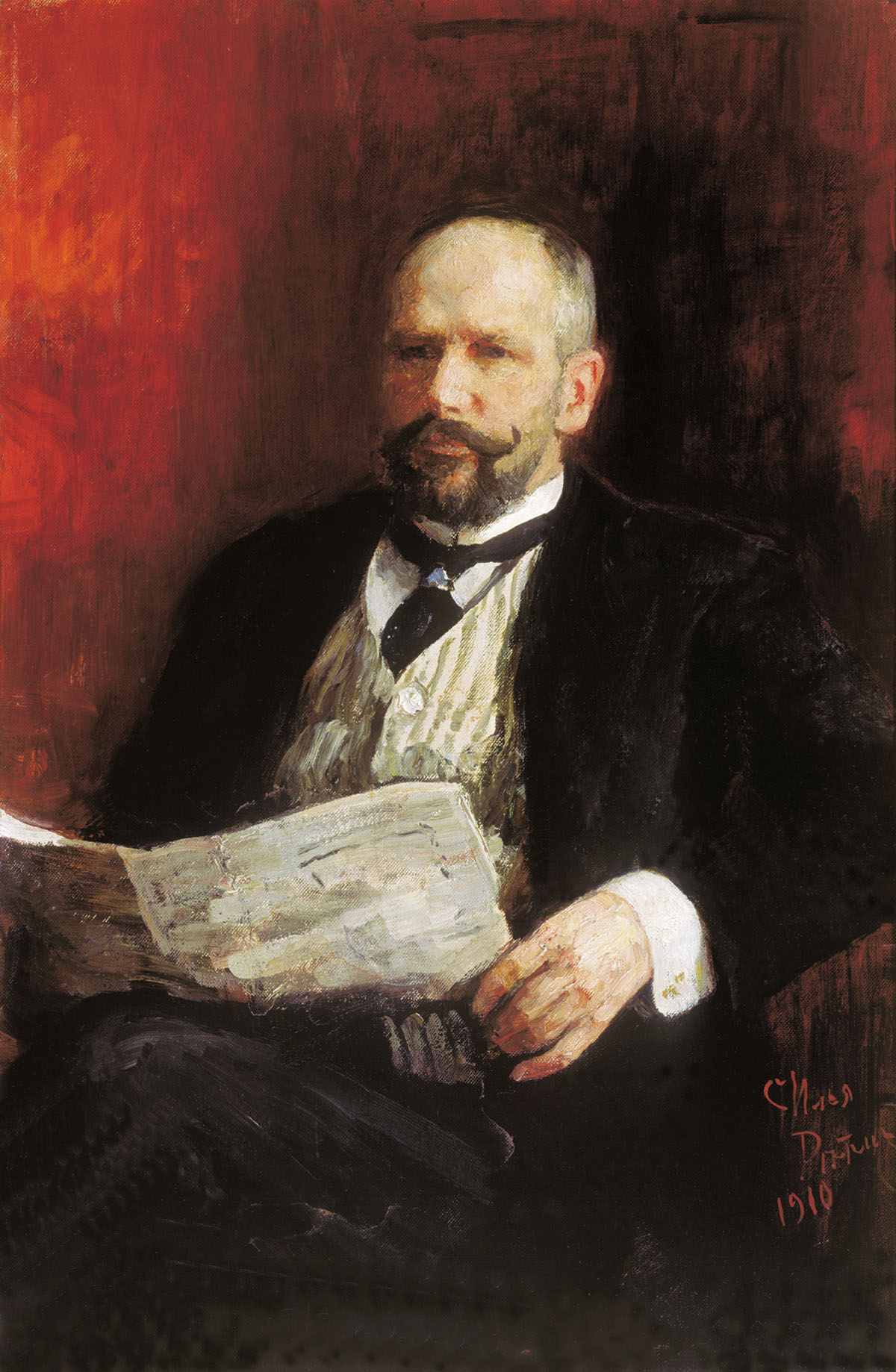
Петро Столипін

Столипінський вагон (вагонзак) — спеціальний вагон для перевезення засуджених у Російській імперії, СРСР та сучасній Росії.
У 1908 звичайні товарні вагони були пристосовані для перевезення переселенців з Європейської Росії в Сибір. По імені ініціатора цього масового переселення, міністра царської Росії Столипіна, такі вагони стали називатися «столипінськими». Коли переселенська кампанія припинилася, «столипінські вагони» почали використовувати для перевезення засуджених.
Перевезення ув'язнених у вагонзаках у часи правління Сталіна докладно описано в художньому творі Олександра Солженіцина «Архіпелаг ГУЛАГ» і мемуарах Євгенії Гінзбург «Крутий маршрут».
У сучасній Росії використовують «вагон спеціальний моделі ЦМВ 61-4500», котрий забезпечує розміщення 75 в'язнів у 3 малих і 5 великих камерах. Передбачено 8 місць для варти, 2 — для провідників.

## Сучасний вагонзак

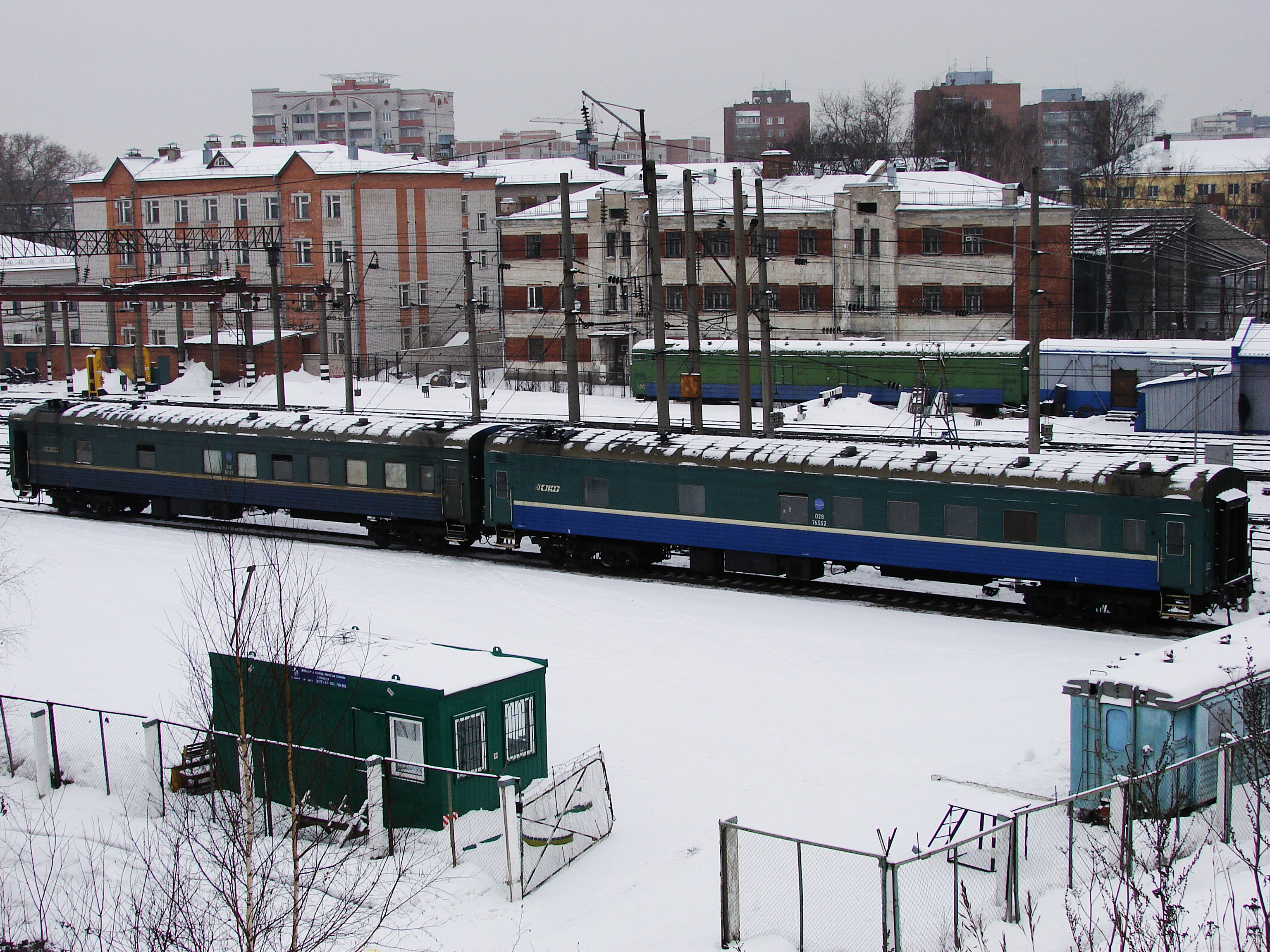
Вагонзаки на станції Вологда 1

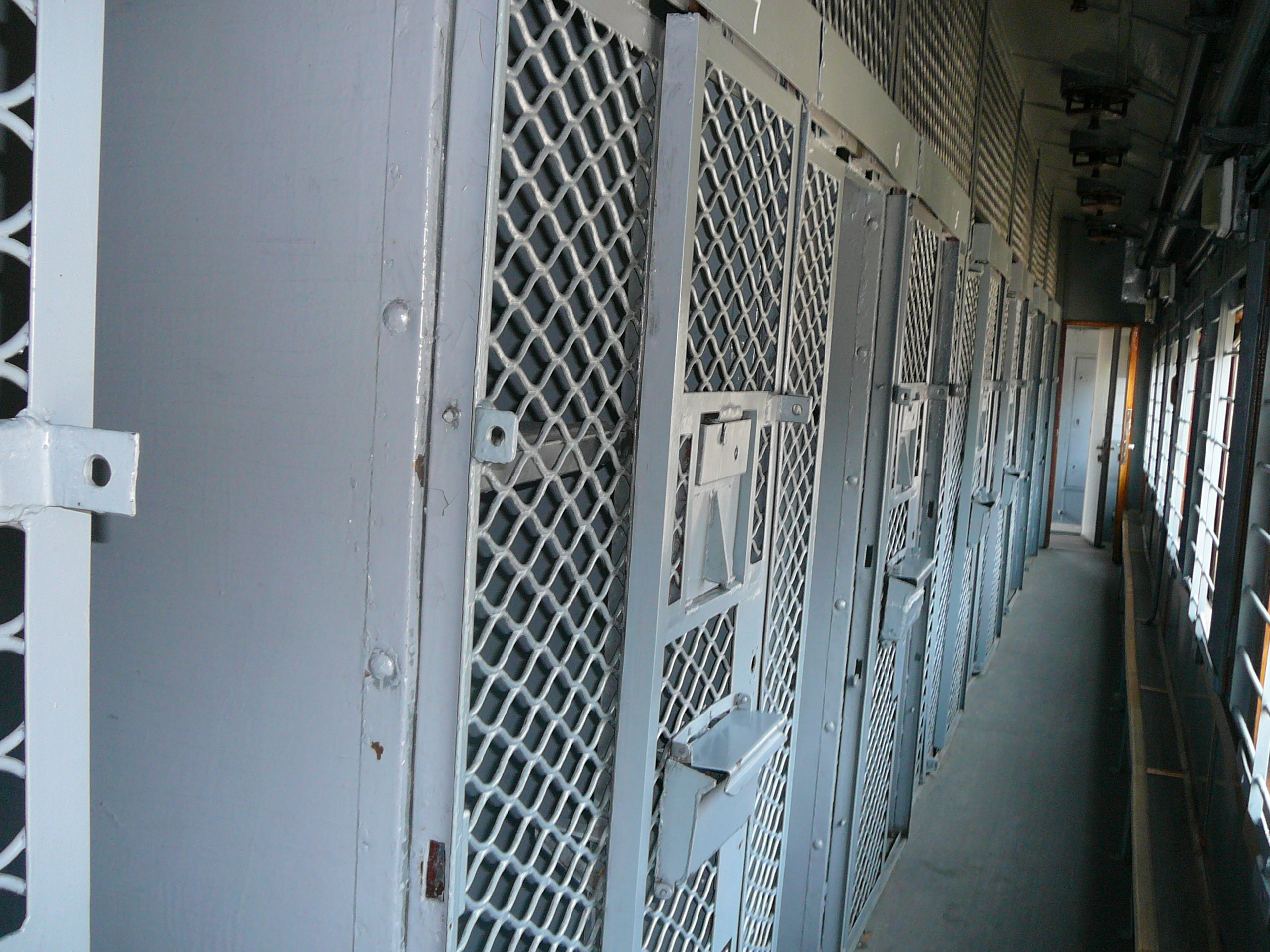

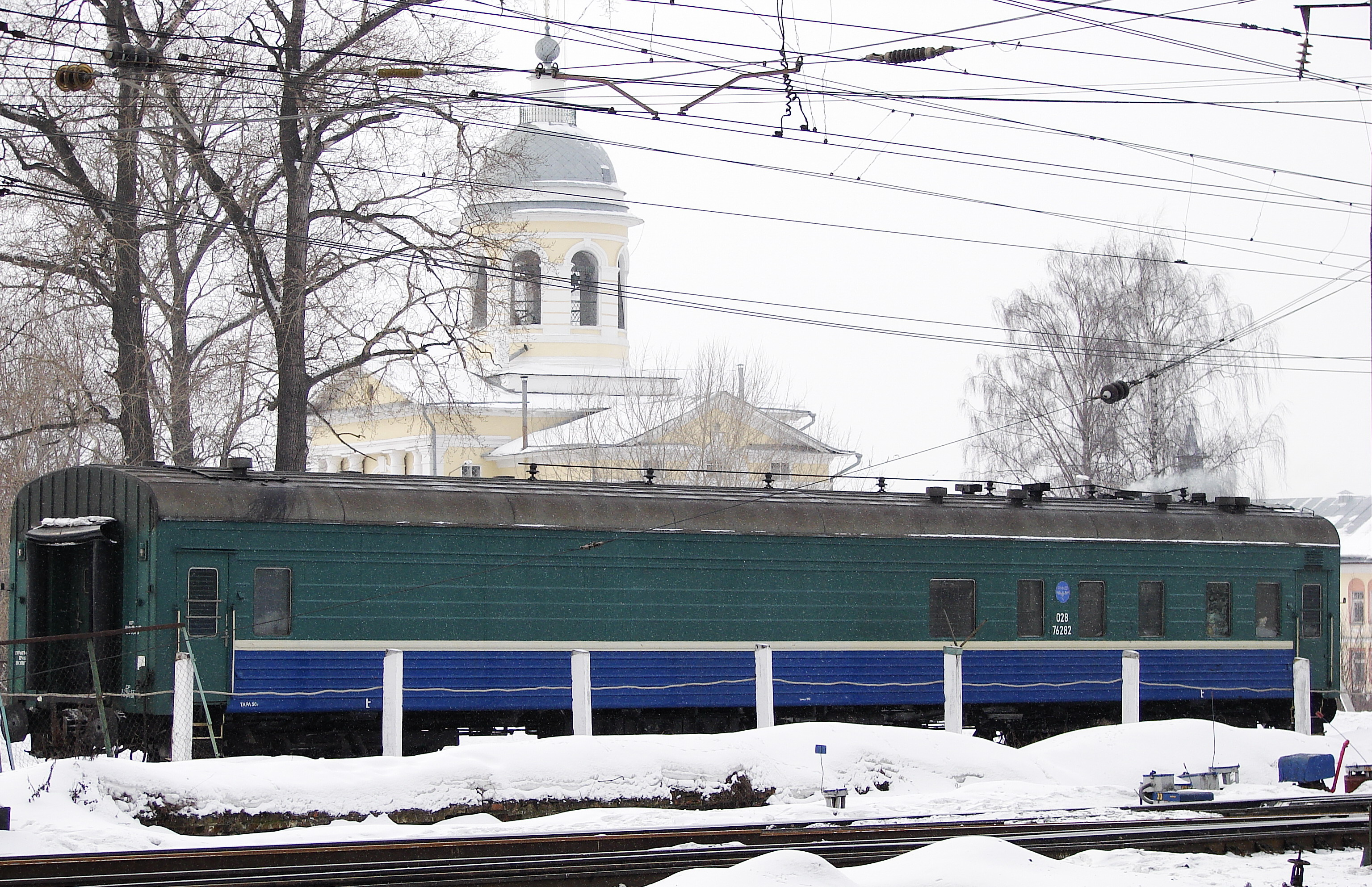

Сучасний вагон для перевезення засуджених є модифікацією стандартного пасажирського вагона.
Зовнішній вигляд всіх спеціальних вагонів – типовий, характерний для суцільнометалевих пасажирських вагонів. Кузов зварної конструкції, захищений теплоізоляцією, спирається на два візки і з'єднаний з ними замковими шкворнями, обладнаний перехідними майданчиками і буферами.
Вагон спеціальний моделі ЦМВ 61-4500, побудови 2004 року, забезпечує розміщення 75 осіб спецконтингенту в 3 малих і 5 великих камер. Передбачено 10 службових місць: 8 – для варти, 2 – для провідників.
Купе варти обладнано двома нижніми диванами з рундуками, двома підйомними полицями другого ярусу, двома полками третього ярусу, столом і двома відкидними сходами.
Купе начальника варти обладнано нижнім диваном з рундуком, підйомної полицею другого ярусу, столом з тумбочкою, в яку вмонтований сейф для зброї і спецзасобів, настінним шафою для особистих справ спецконтигента, відкидним сидінням, шафкою для медикаментів, настінним бра, годинником, нумератором викличної і спеціальної сигналізації.
Сучасний вагон моделі ЦМВ 61-4500 відрізняється від попередніх модифікацій більшою комфортністю: поліпшеною вентиляцією повітря, наявністю кондиціонерів, газової плити, холодильника, мікрохвильової печі, душової кабіни для особового складу варти. Засуджені мають можливість користуватися гарячою водою для гідратації індивідуального раціону харчування.
У камерах встановлюються дивани першого ярусу, полиці з відкидними клапанами і полиці третього ярусу. Полиці камер виготовлені з важкогорючих деревних матеріалів.

### Виробництво в Росії
Спецвагони такого типу зараз за певним замовленням виготовляються Тверський вагонобудівний завод.